# Upplands runinskrifter 1175
Upplands runinskrifter 1175 är en runsten i grå granit som står vid ett gravfält strax öster om samhället Morgongåva i Heby kommun. Stenens höjd är 1,35 meter och dess bredd 0,85 meter. Ristningen har tecken, men det är ej runor. Ristningen är en så kallad nonsensinskrift. Ornamentiken på ristningen anses vara en kopia av Drävlestenen i Altuna. Strax intill U 1175 står ytterligare en runsten, U1174.